# Hostouň (stacja kolejowa)
Hostouň – stacja kolejowa w Hostouň, w kraju pilzneńskim, w Czechach. Położona jest na wysokości 435 m n.p.m.
Na stacji nie ma możliwość zakupu biletów, a obsługa podróżnych odbywa się w pociągu. 

## Linie kolejowe
- 184 Domažlice - Planá u Mariánských Lázní